# Adalber z Lutychu
Adalber z Lutychu (1070 – 1. ledna 1128, Lutych) byl belgický šlechtic, kněz a kníže-biskup v Lutychu. Katolická církev ho uctívá jako blahoslaveného.

## Život
Narodil se ve šlechtické rodině, jeho bratrem byl hrabě Geoffroy I. z Lovaně. Stal se kanovníkem ve francouzských Metách a roku 1123 byl jmenován knížetem-biskupem v Lutychu. Založil klášter Saint-Gilles blízko Lutychu.
Zemřel roku 1128 a byl pohřben u oltáře v klášterním kostele Saint-Gilles. Původní náhrobní kámen byl roku 1568 zničen při požáru založeném Vilémem I. Oranžským. Roku 1646 byl náhrobní kámen obnoven a roku 1892 byl obnoven znovu spolu s hrobem.
Jeho svátek se slaví 1. ledna.